# Chung Sye-kyun
Chung Sye-kyun (en coreano: 정세균; hanja: 丁 世 均; 5 de noviembre de 1950) es un político surcoreano, expresidente de la Asamblea Nacional y exprimer ministro de Corea del Sur.

## Vida pública
Anteriormente fue líder del Partido Democrático entre 2008 y 2010, y dos veces presidente de su predecesor, el Partido Uri, primero de manera provisional desde octubre de 2005 hasta enero de 2006 y luego completamente desde febrero de 2007 hasta la disolución del Partido Uri en agosto de ese año. Entre 2006 y 2007 ejerció como ministro de Comercio, Industria y Energía bajo el gobierno de Roh Moo-hyun.
El 9 de junio de 2016, fue elegido para un mandato de dos años como Presidente de la Asamblea Nacional. Al convertirse en el presidente, siguiendo la ley de que el presidente no puede ser miembro de un partido, dejó el Partido Demócrata de Corea. Su membresía en el partido se restableció automáticamente cuando su mandato expiró el 29 de mayo de 2018.
En diciembre de 2019, fue nominado como segundo primer ministro del gobierno de Moon Jae-in.